# Aus dem Tagebuch einer Schnecke
Aus dem Tagebuch einer Schnecke ist ein Werk von Günter Grass, das erstmals 1972 erschienen ist. 

## Inhalt
Grass beschreibt darin sein Engagement im Wahlkampf für die SPD in den Jahren 1969 bis 1972, insbesondere für Willy Brandt und seine Mitarbeit in der Gruppe 47. Diese politische Stellungnahme war zu dieser Zeit sehr ungewöhnlich. Das Tagebuch ist zwar fiktiv, zeichnet jedoch tatsächliche Ereignisse nach.
Das Buch beginnt mit der Wahl Gustav Heinemanns zum Bundespräsidenten im Jahr 1969. Grass zieht unter anderem Vergleiche zum politischen Geschehen seiner Zeit in Danzig 1930. Zu der Zeit waren die Deutschnationalen auf Stimmen der NSDAP angewiesen. Dies wird der Wahl Heinemanns im dritten Wahlgang zum Bundespräsidenten gegenübergestellt, in der die Unionsparteien zusammen mit der rechtsextremen NPD gegen Heinemann stimmten. Aus dem Tagebuch einer Schnecke schließt mit der Wahl Willy Brandts zum Bundeskanzler.

## Ausgaben
- Günter Grass: Aus dem Tagebuch einer Schnecke. Neuwied, Darmstadt: Luchterhand, 1972.
- Günter Grass: Aus dem Tagebuch einer Schnecke. Hamburg, Rowohlt Taschenbuch Verlag, 1974. (Rororo Nr. 1751). ISBN 3499117517.
- Günter Grass: Aus dem Tagebuch einer Schnecke: Ein literarisches Tagebuch von Günter Grass während des Bundestags-Wahlkampfs 1969. Mit Rückblicken und Reflexionen zu Vergangenheit und Gegenwart. Frankfurt, Sammlung Luchterhand, 1989. ISBN 3630613101.